# Івановська Алла Миколаївна
Івановська Алла Миколаївна (нар. село Підлісний Олексинець, Хмельницька область) — українська науковиця, професор, в.о. ректора Подільського державного університету

## Біографія
Народилася в родині службовців. У 1997 році закінчила Львівський державний університет імені Івана Франка, отримала повну вищу освіту за спеціальністю «правознавство» та здобула кваліфікацію «юрист».
У 1997—2001 роках — викладач, старший викладач кафедри конституційного, адміністративного та фінансового права Академії Прикордонних військ
України імені Богдана Хмельницького. Одночасно з 1998 по 2000 рік навчалась в ад'юнктурі при Національній академії Прикордонних військ України.
31 березня 2000 року у спеціалізованій вченій раді К 70.705.02 у Національній академії прикордонних військ України імені Богдана Хмельницького захистила кандидатську дисертацію на тему: «Правові основи контрольної діяльності юридичної служби державного комітету у справах охорони державного кордону України». 
З 2001 року працювала в Хмельницькому університеті управління та права імені Леоніда Юзькова на посадах старшого викладача, доцента та професора (з 2014 року) кафедри конституційного, адміністративного та фінансового права. З 1 лютого 2022 року — проректор з наукової роботи, з 26 вересня 2023 року — проректор зі стратегічного розвитку, наукової роботи та зовнішніх зв'язків.
22 лютого 2007 року рішенням Атестаційної колегії Міністерства освіти і науки Івановській присвоєно вчене звання доцента кафедри конституційного, адміністративного та фінансового права. 
26 лютого 2021 року у спеціалізованій вченій раді Д 26.867.01 Інституту законодавства Верховної Ради України захистила дисертацію на здобуття наукового ступеня доктора юридичних наук на тему: «Конституційний контроль в системі державного контролю: теоретико-правові та праксеологічні засади». 1 лютого 2022 року рішенням Атестаційної колегії Міністерства освіти і науки Івановській А.М. присвоєно вчене звання професора кафедри конституційного, адміністративного та фінансового права. Член вченої ради університету, член редакційної колегії часопису Хмельницького університету управління та права імені Леоніда Юзькова «Університетські наукові записки».
З 12 березня 2025 року — в.о. ректора «Заклад вищої освіти "Подільський державний університет"».
Є автором та співавтором понад 150 наукових та навчально-методичних праць. З них: 5 монографій (З індивідуальні (зокрема «Конституційний контроль в системі державного контролю: монографія. Харків: Право, 2021») та співавторство у 2 колективних монографіях); 3 навчальних посібники (1 індивідуальний навчальний посібник у 2-х томах та співавторство у 2 колективних навчальних посібниках); З наукових статті у співавторстві у журналах, що входять до міжнародних наукометричних баз даних (Scopus, Web of Science), 35 наукових статей у фахових виданнях України та 11 у зарубіжних наукових виданнях, більше 60 тез доповідей міжнародних та всеукраїнських науково-практичних конференцій, а також 52 методичні розробки з навчальних дисциплін.
Нагороджена: Грамотою Верховної Ради України «За заслуги перед Українським народом» (№ 739-к від 7 вересня 2021 року); Грамотою Голови Конституційного Суду України (від 16 травня 2019 року); Подякою Міністерства освіти і науки України (2022 рік); Подякою Президента Національної академії правових наук України (2019 рік); Грамотою Хмельницької обласної ради (8 жовтня 2007 року); Почесною грамотою Хмельницької обласної державної адміністрації (1 вересня 2010 р.); Грамотою Хмельницької обласної ради (З жовтня 2021 року);
Нагороджувалась дипломом лауреата 2 премії (2013 рік) та дипломами переможця (2019, 2021 роки) конкурсу імені Святого Володимира на краще
науково-правниче видання. Член Асоціації правників України.